# Ottfried Dascher
Ottfried Dascher (* 7. Dezember 1936 in Ober-Lais, Nidda; † 3. Juli 2025 in Dortmund) war ein deutscher Historiker und Archivar. Er leitete von 1992 bis 2001 das Hauptstaatsarchiv Düsseldorf.

## Leben
Ottfried Dascher studierte Geschichte, Germanistik und Politik an den Universitäten Marburg und Berlin. Nach seinem Staatsexamen war er Assistent am wiedererrichteten Seminar für Wirtschafts- und Sozialgeschichte an der Universität Marburg. Parallel nahm er ein Zweitstudium der Volkswirtschaft auf und promovierte 1965. Anschließend absolvierte er die Ausbildung an der Archivschule Marburg, war am Staatsarchiv Marburg tätig und wechselte 1971 als Direktor an die Stiftung Westfälisches Wirtschaftsarchiv in Dortmund. 1980 wurde er an der Ruhr-Universität Bochum zum Honorarprofessor ernannt. 1992 übernahm er die Leitung des NRW-Hauptstaatsarchivs Düsseldorf. Ende 2001 ging er in Pension.
Dascher war Vorstandsmitglied im Verein deutscher Archivare (VdA), Vorsitzender der Fachgruppe Wirtschaftsarchive im VdA (1977–1985) und Gründungsmitglied und Chairman des Committee on Business Archives beim International Council on Archives (1975–1988). Er war Mitglied der Historischen Kommissionen für Westfalen, Hessen und Darmstadt sowie der Gesellschaft für Rheinische Geschichtskunde.
Dascher war Autor und Herausgeber zahlreicher wissenschaftlicher Publikationen und gehörte zu den Autoren des von den Stadtarchivaren Clemens von Looz-Corswarem und Benedikt Mauer 2012 herausgegebenen enzyklopädischen Nachschlagewerks Das große Düsseldorf-Lexikon.

## Schriften (Auswahl)
Als Verfasser und Bearbeiter
- Das Textilgewerbe in Hessen-Kassel vom 16. bis 19. Jahrhundert (= Veröffentlichungen der Historischen Kommission für Hessen und Waldeck, Bd. 28). Elwert, Marburg 1968.
- Bearb.: Bestand 169, Preußische Regierung Kassel, Abt. 3: Forsten, 1867–1933. Mit Vorakten seit 1814 (= Repertorien des Staatsarchivs). Hessisches Staatsarchiv, Marburg 1969.
- Bearb. mit Hans Vollmerhaus: Inventar zum Bestand K 2 IHK Bochum (1856–1944), 2 Bände (= Veröffentlichungen der Stiftung Westfälisches Wirtschaftsarchiv). Dortmund 1971 und 1972.
- „Es ist was Wahnsinniges mit der Kunst.“ Alfred Flechtheim. Sammler, Kunsthändler, Verleger. Mit einer Bibliographie von Rudolf Schmitt-Föller und einer Stammtafel von Rico Quaschny (= Quellenstudien zur Kunst, Bd. 6). Nimbus, Kunst und Bücher, Wädenswil 2011, 2. Aufl. 2013, 3. Aufl. 2023, ISBN 978-3-907142-62-2.

Als Herausgeber
- „Mein Feld ist die Welt“. Musterbücher und Kataloge 1784–1914. Eine Ausstellung der Stiftung Westfälisches Wirtschaftsarchiv in Zusammenarbeit mit dem Westfälischen Museumsamt Münster. Stiftung Westfälisches Wirtschaftsarchiv und Museum für Kunst und Kulturgeschichte Dortmund, Dortmund 1984, ISBN 3-924302-07-3.
- Das Westfälische Wirtschaftsarchiv und seine Bestände. K.G. Saur, München 1990, ISBN 3-598-10904-0.
- mit Wilfried Reininghaus, Gabriele Unverferth: Soll und Haben. Geschichte und Geschichten aus dem Westfälischen Wirtschaftsarchiv. Stiftung Westfälische Wirtschaftsarchiv, Dortmund 1991, ISBN 3-921467-14-4.
- mit Christian Kleinschmidt: Die Eisen- und Stahlindustrie im Dortmunder Raum (= Untersuchungen zur Wirtschafts-, Sozial- und Technikgeschichte, Bd. 9). Gesellschaft für Westfälische Wirtschaftsgeschichte, Dortmund 1992, ISBN 3-925227-31-8.
- Nidda. Die Geschichte einer Stadt und ihres Umlandes. Niddaer Heimatmuseum, Nidda, 2., überarbeitete und erweiterte Aufl. 2003, ISBN 3-9803915-8-2.
- mit Kurt Düwell: Die Kabinettsprotokolle der Landesregierung Nordrhein-Westfalen 1954 bis 1958 (Dritte Wahlperiode) (= Veröffentlichungen der Staatlichen Archive des Landes NRW, Bd. 3, Teilbände 1 und 2). Landesarchiv Nordrhein-Westfalen, Düsseldorf 1997, ISBN 3-87710-182-8.
- mit Everhard Kleinertz: Petitionen und Barrikaden. Rheinische Revolutionen 1848/1849 (= Veröffentlichungen der Staatlichen Archive des Landes NRW, Reihe D, Bd. 29). Aschendorff, Münster 1998, ISBN 3-402-05378-0.
- mit Kurt Düwell: Die Kabinettsprotokolle der Landesregierung Nordrhein-Westfalen 1958–1962 (Vierte Wahlperiode) (= Veröffentlichungen der Staatlichen Archive des Landes NRW, Bd. 4, Teilbände 1 und 2). Landesarchiv Nordrhein-Westfalen, Düsseldorf 1999, ISBN 3-87710-194-1.
- Sprung in den Raum. Skulpturen bei Alfred Flechtheim (= Quellenstudien zur Kunst, Bd. 11). Nimbus, Kunst und Bücher, Wädenswil 2017, ISBN 978-3-03850-023-0.